# Vona
Vona és una població dels Estats Units a l'estat de Colorado. Segons el cens del 2000 tenia 95 habitants.

## Demografia
Segons el cens del 2000, Vona tenia 95 habitants, 44 habitatges, i 28 famílies. La densitat de població era de 166,7 habitants per km².
Per edats la població es repartia de la següent manera: un 24,2% tenia menys de 18 anys, un 1,1% entre 18 i 24, un 23,2% entre 25 i 44, un 30,5% de 45 a 60 i un 21,1% 65 anys o més.
L'edat mediana era de 48 anys. Per cada 100 dones de 18 o més anys hi havia 75,6 homes.
La renda mediana per habitatge era de 32.250 $ i la renda mediana per família de 41.000 $. Els homes tenien una renda mediana de 25.000 $ mentre que les dones 18.125 $. La renda per capita de la població era de 37.802 $. Cap de les famílies i el 8,5% de la població estaven per davall del llindar de pobresa.

## Poblacions més properes
El següent diagrama mostra les poblacions més properes.